# Ahmed Yasser (voetballer, 1994)
Ahmed Yasser (Doha, 17 mei 1994) is een Qatarees voetballer die als verdediger speelt bij Al-Duhail SC.

## Clubcarrière
Yasser begon zijn carrière in 2011 bij Lekhwiya SC, de voorloper van Al-Duhail SC. Met deze club werd hij in 2011/12, 2013/14, 2014/15 en 2016/17 kampioen van Qatar. In het seizoen 2017/18 kwam hij op huurbasis uit voor Cultural Leonesa. In het seizoen 2018 kwam hij op huurbasis uit voor Al-Rayyan en Vissel Kobe.

## Interlandcarrière
Yasser debuteerde in 2017 in het Qatarees nationaal elftal en speelde 29 interlands.